# محمية شرم الناقة
محمية شرم الناقة أو شرم النجا (بالإنجليزية: Sharm El Naga)‏ تعد الشعاب المرجانية والمياه النقية جزء لا يتجزأ من المحمية الفريدة لشرم الناقة، في ساحل مليء بالطبيعة الساحرة والرمال البيضاء الناعمة.
يقع هذا الخليج على بعد 40 كيلومترًا فقط من الغردقة و25 كيلومتراً من مدينة سفاجا ، في هذة المحمية الطبيعية التي توفر التوازن المثالي للبيئة الطبيعية، تشتهر شرم الناقة بشعابها المرجانية الجميلة ومياهها الصافية على طول الساحل.

## مميزات المحمية
تقع شرم الناقة على الساحل الشرقي للبحر الأحمر، وهي ملاذ استوائي لكل من يبحث عن المغامرة ويتساءل عن فرصة لخلق بعض الذكريات الثمينة من خلال عدد من الرياضات المائية.
اكتسبت شرم الناقة شعبية باعتبارها واحدة من أفضل أماكن الغوص والغطس في العالم.